# Palembang
Palembang là thành phố tỉnh lị của tỉnh Nam Sumatra, thuộc phía tây Indonesia. Palembang là một trong những đô thị cổ nhất đất nước và từng có một thời gian dài là kinh đô của một đế chế mạnh về hàng hải. Palembang nằm bên bờ sông Musi này là thành phố lớn thứ hai trên đảo Sumatra sau Medan và là thành phố lớn thứ bảy tại Indonesia. Thành phố từng đăng cai tổ chức Sea Games 2011 và Asian Games 2018 cùng với thủ đô Jakarta.
Thành phố nguyên là kinh đô của Vương quốc Srivijaya, một vương triều Mã Lai hùng mạnh và có ảnh hưởng tới cả khu vực Đông Nam Á. Các dấu tích sớm nhất về sự tồn tại của thành phố là từ thế kỷ thứ 7; một hòa thượng người Trung Quốc có pháp danh là Nghĩa Tịnh, đã ghi chép về chuyến thăm Srivijaya trong vòng 6 tháng của ông vào năm 671. Các cảnh quan nổi bật của thành phố là cầu Ampera và sông Musi, con sông chia đôi thành phố, phía bắc là Seberang Ilir và phía nam là Seberang Ulu. Seberang Ilir là trung tâm kinh tế và văn hóa trong khi Seberang Ulu là trung tâm chính trị.

## Lịch sử
Thành phố xưa kia từng là kinh đô của vương quốc Srivijaya theo Ấn Độ giáo, vương quốc này từng kiểm soát một phần đáng kể khu vực mà nay là Indonesia, Malaysia và miền nam Thái Lan. Năm 1025, Srivijaya đã bị Đế chế Chola (Dưới thời hoàng đế Rajendra Chola I) của miền nam Ấn Độ xâm chiếm, kinh đô của Srivijaya cuối cùng chuyển lên phía bắc tới Jambi. Palembang cũng là nơi xuất thân của Parameswara, người sáng lập Vương quốc (Hồi giáo) Malacca.
Các di sản kiến trúc dưới thời thực dân Hà Lan vẫn hiện diện tại Palembang cho tới ngày nay. Cảng nước sâu đã được xây dựng dọc theo Sông Musi, là sông chảy qua thành phố. Trận thủy chiến Palembang đã diến ra gần thành phố trong Chiến tranh thế giới thứ hai từ ngày 13 tháng 2- 15 tháng 2 năm 1942.

### Vương quốc Srivijaya
Các câu khắc trên đồi Kedukan, được ghi vào năm 682 CN, là câu khắc cổ nhất được tìm thấy tại Palembang. Các câu khắc kể về vị vua đã giành được sức mạnh thần thông và đã đứng đầu một lực lượng quân đội lớn cả trên bộ và trên biển. Vào thời kỳ 850 - 1025 CN, Palembang đã trở nên thịnh vượng với vai trò là một trung tâm thương mại giữa phương Đông và phương Tây. Palembang cũng trở thành một trung tâm của việc tiếp thu các giáo lý của Ấn Độ giáo và tiếng Phạn. Các thư sinh đến từ Trung Hoa đã dừng chân tại Palembang để học tiếng Phạn trước khi tiếp tục quá trình học tập tại Ấn Độ.
Vào năm 990, một đội quân đến từ vương quốc Medang trên đảo Java đã tấn công Srivijaya. Palembang đã bị thất thủ và cướp phá. Tuy nhiên sau đó vua Chulamanivarmadeva đã thỉnh cầu Trung Quốc trợ giúp. Năm 1006, cuộc xâm lược đã bị đẩy lui. Để trả đũa, Chulamanivarmadeva đã liên minh với vua Wurawari của Luaram để chống lại Medang. Trong các cuộc chiến sau đó, Cung điện của vương quốc Medang bị phá hủy và thành viên hoàng gia Medang đã bị hành quyết.
Năm 1068, Vua Rajendra I của Nhà Chola tại Ấn Độ đã xâm lược khu vực mà nay là bang Kedah của Malaysia. Phạm vi ảnh hưởng của Srivijaya đã bị thu hẹp. Các lãnh địa bắt đầu giành lấy quyền tự chủ với sự thống trị từ Palembang và họ đã thành lập nhiều vương quốc nhỏ trên khắp đế chế. Có một số bằng cớ về việc thủ đô của Srivijaya đã bị di dời từ Palembang tới Jambi, nhưng điều nay vẫn còn là một tranh cãi. Sau sự sụp đổ của Sriwijaya, không có thế lực chính nào kiểm soát Palembang. Vào lúc đó, có một số thế lực cát cứ trở nên hùng mạnh tại khu vực xung quanh. Thêm vào đó, một số thương nhân Trung Hoa đã biến thành phố thành cơ sở thương mại của họ. Những người đi biển cũng lập cơ sở chính của mình tại Palembang.

### Vương quốc Hồi giáo Palembang

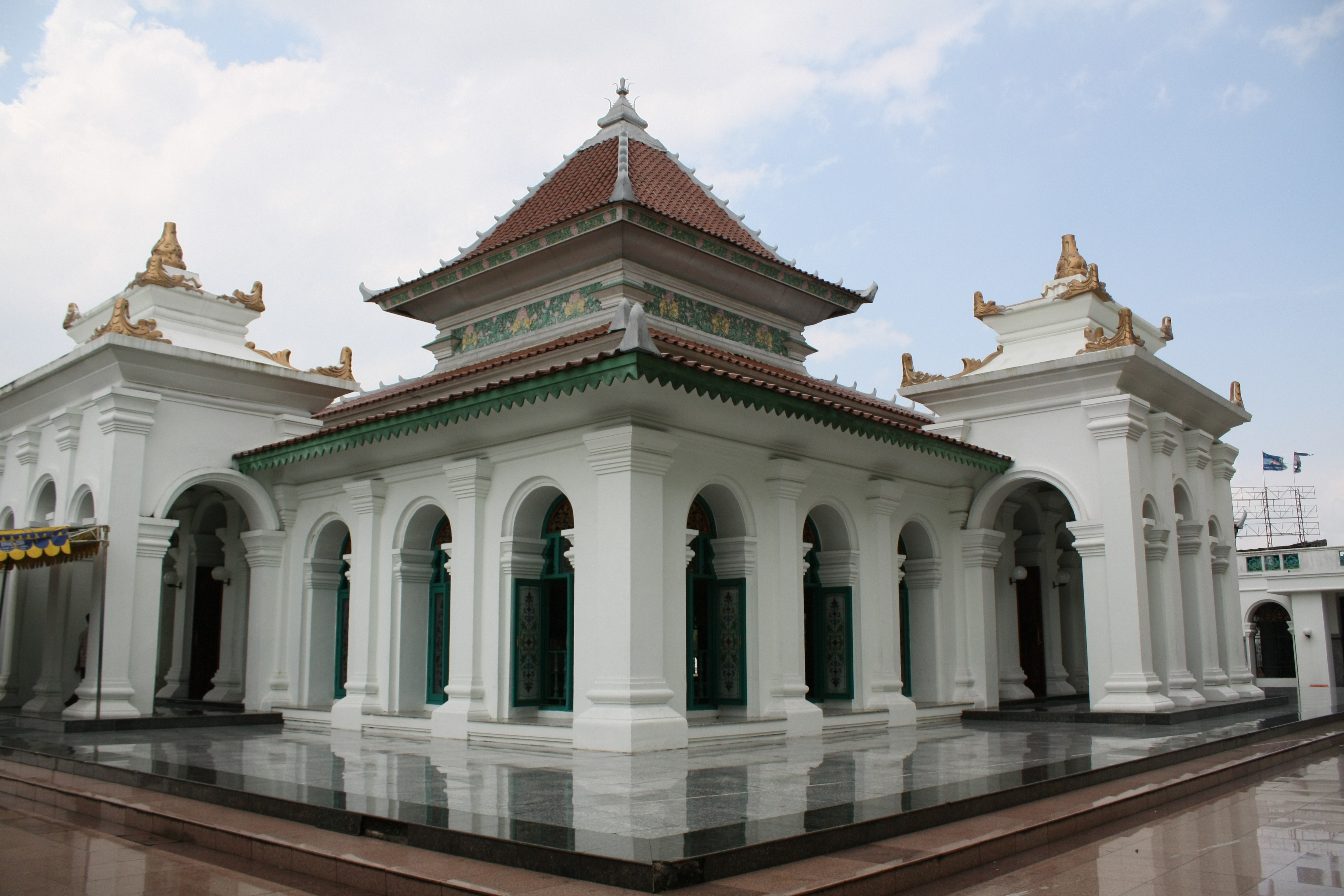
Nhà thờ Lớn Palembang

Sự suy vong của Majapahit tại Java đã gián tiếp góp phần vào việc Pamalayu kiểm soát Sumatra trong một thời gian dài. Một vài nhân vật quan trọng sau sự sụp đổ của Majapahit là Raden Patah, Ario Dillah (Ario Damar), và Pati Unus có quan hệ mật thiết với Palembang. Sau khi Vương quốc Hồi giáo Demak thay thế Majapahit trên đảo Java. Palembang trở thành trung tâm của một vương quốc Hồi giáo với Darussalam Mukmiminin Khalifatul susuhunan Sayyidu Abddurrahaman Faith là vị vua đầu tiên. Vương quốc này được hính thành trên cơ sở liên kết hai nền văn hóa Ấn Độ và Hồi giáo. Dưới thời Sriwijaya và Majapahit, Palembang có ảnh hưởng về nhiều mặt trong khu vực, và bao trùm cả bán đảo Mã Lai. Một trong những vị vua nổi tiếng nhất vào thời kỳ này là Mahmud Badaruddin II, ông đã giành chiến thắng ba lần trước các lực lượng Anh Quốc và Hà Lan.

### Thời thuộc địa
Sau sự sụp đổ của Vương quốc Hồi giáo Palembang Darussalam, khi Quốc vương Mahmud Badaruddin II trải qua một cuộc chiến khốc liệt với Tướng Hendrik Merkus de Kock của Hà Lan, Palembang trở thành một vương quốc dưới quyền Đông Ấn Hà Lan. Một số quốc vương sau này đã thứ tiến hành chiến tranh chống người Hà Lan nhưng đều thất bại.

### Ngày nay
Vào ngày 27 tháng 12 năm 2005, Tổng thống Indonesia đã công bố Palembang là "Thành phố Du lịch đường thủy". Bà bày tỏ thành phố có thể tăng thêm sức hút từ các thế mạnh của mình, giống như các đô thị khác tại Đông Nam Á như Bangkok và Phnôm Pênh. Thời gian gần đây, thành phố được quốc tế chú ý vì là nơi đăng cai tổ chức Sea Games 2011

### Địa lý
Palembang có độ cao trung bình 8 trên mực nước biển. Palembang là một nơi có vị trí chiến lược bởi nó nằm trên tuyến đường xuyên đảo Sumatra. Palembang có khí hậu nhiệt đới, cụ thể là rừng mưa nhiệt đới với độ ẩm tương đối cao high và thỉnh thoảng có gió mạnh. Nhiệt độ của thành phố dao động từ 23,4C đến 31,7C. Lượng mưa trung bình là 2000 mm - 3000 mm. Độ ẩm từ 75 đến 89%. Trong những tháng ẩm ướt nhất, vùng đầm lầy của thành phố thường ngập nước.
| Dữ liệu khí hậu của Palembang           | Dữ liệu khí hậu của Palembang | Dữ liệu khí hậu của Palembang | Dữ liệu khí hậu của Palembang | Dữ liệu khí hậu của Palembang | Dữ liệu khí hậu của Palembang | Dữ liệu khí hậu của Palembang | Dữ liệu khí hậu của Palembang | Dữ liệu khí hậu của Palembang | Dữ liệu khí hậu của Palembang | Dữ liệu khí hậu của Palembang | Dữ liệu khí hậu của Palembang | Dữ liệu khí hậu của Palembang | Dữ liệu khí hậu của Palembang |
| Tháng                                   | 1                             | 2                             | 3                             | 4                             | 5                             | 6                             | 7                             | 8                             | 9                             | 10                            | 11                            | 12                            | Năm                           |
| --------------------------------------- | ----------------------------- | ----------------------------- | ----------------------------- | ----------------------------- | ----------------------------- | ----------------------------- | ----------------------------- | ----------------------------- | ----------------------------- | ----------------------------- | ----------------------------- | ----------------------------- | ----------------------------- |
| Trung bình ngày tối đa °C (°F)          | 30.8 (87.4)                   | 31.2 (88.2)                   | 31.5 (88.7)                   | 32.1 (89.8)                   | 32.4 (90.3)                   | 31.9 (89.4)                   | 31.8 (89.2)                   | 32.1 (89.8)                   | 32.5 (90.5)                   | 32.6 (90.7)                   | 31.9 (89.4)                   | 31.1 (88.0)                   | 31.8 (89.3)                   |
| Trung bình ngày °C (°F)                 | 26.8 (80.2)                   | 27.1 (80.8)                   | 27.2 (81.0)                   | 27.7 (81.9)                   | 28.0 (82.4)                   | 27.4 (81.3)                   | 27.0 (80.6)                   | 27.2 (81.0)                   | 27.5 (81.5)                   | 27.7 (81.9)                   | 27.4 (81.3)                   | 27.0 (80.6)                   | 27.3 (81.2)                   |
| Tối thiểu trung bình ngày °C (°F)       | 22.9 (73.2)                   | 23.0 (73.4)                   | 23.0 (73.4)                   | 23.4 (74.1)                   | 23.6 (74.5)                   | 22.9 (73.2)                   | 22.3 (72.1)                   | 22.4 (72.3)                   | 22.5 (72.5)                   | 22.9 (73.2)                   | 23.0 (73.4)                   | 23.0 (73.4)                   | 22.9 (73.2)                   |
| Lượng Giáng thủy trung bình mm (inches) | 277 (10.9)                    | 262 (10.3)                    | 329 (13.0)                    | 263 (10.4)                    | 213 (8.4)                     | 122 (4.8)                     | 104 (4.1)                     | 107 (4.2)                     | 120 (4.7)                     | 186 (7.3)                     | 274 (10.8)                    | 366 (14.4)                    | 2.623 (103.3)                 |
| Số giờ nắng trung bình tháng            | 169                           | 118                           | 130                           | 150                           | 174                           | 127                           | 130                           | 149                           | 118                           | 160                           | 132                           | 120                           | 1.677                         |
| Nguồn 1: Climate-Data.org               |                               |                               |                               |                               |                               |                               |                               |                               |                               |                               |                               |                               |                               |
| Nguồn 2: Deutscher Wetterdienst         |                               |                               |                               |                               |                               |                               |                               |                               |                               |                               |                               |                               |                               |

### Địa hình
Palembang nói chung có địa hình bằng phẳng, với độ nghiêng trung bình là từ 0 đến 20 mm. Chỉ có một phần nhỏ diện tích của thành phố có độ cao đáng kể, chủ yếu là ở phía bắc. Đất trồng tại Palembang là đất phù sa. Đất sét và đất cát nằm trên những lớp địa tầng trẻ hơn, và có thể chứa dầu mỏ.

## Hành chính

Palembang tại Nam Sumatra

Palembang được chia thành 16 kecamatan (quận) và được chia tiếp thành 107 kelurahan (phường):
- Ilir Timur I
- Ilir Timur II
- Ilir Barat I
- Ilir Barat II
- Seberang Ulu I
- Seberang Ulu II
- Sukarame
- Sukomoro
- Sako
- Bukit Kecil
- Bukit Besar
- Kemuning
- Kertapati
- Plaju
- Gandus
- Kalidoni
- Alang-Alang Lebar
- Sematang Borang

## Dân cư
| Tôn giáo ở Palembang (2017) | Tôn giáo ở Palembang (2017) | Tôn giáo ở Palembang (2017) | Tôn giáo ở Palembang (2017) | Tôn giáo ở Palembang (2017) |
| --------------------------- | --------------------------- | --------------------------- | --------------------------- | --------------------------- |
| Tôn giáo                    | Tôn giáo                    |                             | Tỷ lệ                       | Tỷ lệ                       |
| Hồi giáo                    | Hồi giáo                    |                             | 92.52%                      | 92.52%                      |
| Phật giáo                   | Phật giáo                   |                             | 3.67%                       | 3.67%                       |
| Tin lành                    | Tin lành                    |                             | 2.23%                       | 2.23%                       |
| Công giáo Roma              | Công giáo Roma              |                             | 1.49%                       | 1.49%                       |
| Ấn Độ giáo                  | Ấn Độ giáo                  |                             | 0.06%                       | 0.06%                       |
| Nho giáo                    | Nho giáo                    |                             | 0.02%                       | 0.02%                       |

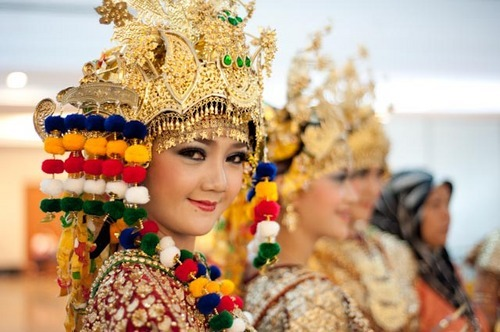
Thiếu nữ Palembang

Người dân Palembang thuộc nhóm dân tộc Mã Lai, tiếng mẹ đẻ của họ là tiếng Mã Lai, họ gọi phương ngữ của mình là tiếng Palembang hay tiếng Musi. Những người khác không phải là cư dân bản địa tại Palembang nhưng đến từ những nơi khác tại Nam Sumatra thường pha trộng ngôn ngữ của mình với tiếng Palembang, như tiếng Komering, Lahat, Rawas. Cũng có một bộ phận cư dân đến từ những nơi ngoài nam Sumatra, hầu hết họ là người Java, người Hoa, người Ả Rập, người Ấn, Minangkabau, và người Sundan.
Tôn giáo chính tại Palembang là Hồi giáo. Tuy nhiên nhiều cư dân cũng là tín đồ Công giáo, Phật giáo, Ấn Độ giáo, và Nho giáo.

## Giao thông
Mạng lưới giao thông công cộng chủ yếu tại Palembang là các xe buýt nhỏ. Ngoài ra, những con thuyền truyền thống hay cao tốc cũng tham gia phục vụ nhu cầu đi lại của những cư dân sinh sống gần bờ sông. Các chiếc tuyền truyền thống được gọi là Ketek, nghĩa là thuyền ba ván.
Thành phố có Sân bay Quốc vương Mahmud Badaruddin II và có lịch bay tời nhiều thành phố tại Indonesia và Singapore (Silk Air) hay Malaysia (Sriwijaya Air). Các điểm đến ngoại quốc được mở khi sân bay được nâng cấp thành sân bay quốc tế. Sân bay cũng phục vụ nhu cầu đi lại bằng đường hàng không của các khu vực khác tại tỉnh Nam Sumatra.
Cảng Boom Baru là cảng chính tại Palembang, cảng này nằm trên sông Musi. Ngoài ra, Palembang còn có hai cảng chính khác là 36 Ilir và Tanjung Api-api. Từ các bến cảng này có các chuyến phà nối Palembang tới cảng Muntok trên đảo Bangka Island, tỉnh đảo Bangka-Belitung và đảo Batam.
Ngày 1 tháng 8 năm 2018, chính thức khánh thành tuyến đường sắt đô thị đầu tiên của thành phố này sau 5 năm thi công.

## Văn hóa
Từ thời cổ, Palembang đã là một thành phố cảng mang tính quốc tế và tiếp thu các ảnh hưởng văn hóa từ các nước khác như người Mã Lai ở khu vực ven biển, người Minangkabau trong vùng nội địa, người Java, Ấn, Hoa, và Ả Rập. Trong suốt lịch sử, Palembang đã thu hút những người nhập cư từ các vùng khác trên quần đảo Mã Lai và biến nơi đây thành một đô thị đa văn hóa. Mặc dù thành phố ngày nay đã không còn là thành phố cảng chính của quần đảo, nhưng những tàn dư của thời hoàng kim này vẫn hiện diện trong văn hóa của thành phố. Hầu hết cư dân Palembang đã tiếp thu văn hóa của những người Mã Lai và Java ở vùng ven biển.

## Thể thao
Sân vận động Gelora Sriwijaya được xây dựng nhân dịp Tuần Thể thao Quốc gia lần thứ XVI vào năm 2004. Sân nằm trên khu vực Jakabaring, phía nam của Palembang. Hình dáng của sân vận động được cách điệu từ chiếc thuyền terkembang và được đặt tên để tưởng nhớ sự vĩ đại của vương quốc Srivijaya, vốn đặt kinh đô tại Palembang. Câu lạc bộ bóng đa Sriwijaya có đại bản doanh tại Palembang hiện đang thi đấu tại giải Djarum (Ngoại hạng Indonesia).
Đây là nơi diễn ra lễ khai mạc SEA Games 26 vào ngày 11 tháng 11 năm 2011.

## Giáo dục
- Đại học Sriwijaya
- Trường bách khoa Sriwijaya Palembang
- Học viện Hồi giáo Nhà nước Raden Fattah Palembang
- Trường Báo chí Indonesia
- Đại học Bina Darma
- Đại học Indo Global Mandiri,
- Đại học Muhammadiyah Palembang
- Đại học Palembang
- Đại học Syahyakirty
- Đại học IBA
- Đại học Tamansiswa
- Đại học PGRI Palembang
- Đại học Quốc gia Kader
- Đại học Tridinanti
- Đại học Mở

## Thành phố chị em
- Belgorod, Nga
- Tỉnh Moskva, Nga
- La Hay, Hà Lan
- Malacca, Malaysia
- Osaka, Nhật Bản
- Venice, Ý